# معركة الماوية
معركة الماوية هي معركة حربية حدثت بين الإمام عبدالله بن سعود (الدولة السعودية الأولى) ضد العثمانيين من جيش ابراهيم باشا بقيادة علي أزن .

## المكان
وقعت معركة الماوية سنة 1232 هجري والذي يوافق 1817 م في موضع يدعى الماوية وهي مورد ماء في عالية نجد بالقرب من الحناكية .

## ما قبل المعركة
علم الإمام عبدالله بن سعود بمسيرة ابراهيم باشا نحو الماوية فاتجه نحوهم حتى اقترب منهم ليلًا فأمر جنده أن يتعرو من الملابس إلا ما يستر العورة أو إزار رغبة منه أن يعرف بعضهم بعضًا عندما يهجمون على معسكر العثمانيين تحت جنح الظلام فلا يشتبه أو يختلط عليهم الأمر . 

## المعركة
قال المؤرخ الفرنسي مانجان الذي ينقل عن مصادر تركية ومصرية: تصدى علي أزن لجيش الإمام عبدالله بن سعود و شن هجومًا على فرقة الهجانة فهزمها , فما كان من عبدالله إلا أن جرد فرسانه الذين ردوا فرسان الأتراك , وتقدم بنفسه نحو معسكرهم فأمر علي أزن بإطلاق نار المدفع على جموع السعوديين الذين طرحوا أنفسهم أرضًا بناء على أوامر قائدهم .
فما كان من المشاة الأتراك الذين كانوا معتصمين في المكان إلا أنهم بدؤوا بإطلاق نيران البنادق لحماية الفرسان الذين استعادوا زمام المبادرة .
كان قد مضى على بدء المعركة ساعتان عندما تقهقر أتباع الإمام عبدالله ، ولحق بهم عبد الله وهو يدافع عن نفسه ضد الفرسان الذين كانوا يطاردونه، وانسحب إلى موقعه في نجخ بعد أن خسر ثلاثمائة قتيل، ومائتي أسير، وترك للأتراك وراءه خيولًا، وعددا كبيرًا من الجمال، وكميات كبيرة من الرز، والشعير والذخائر الحربية.
وخسر علي أزن ١٢٠ قتيلًا في هذه المعركة، و ١٦٨ مصابا أصبحوا عاجزين عن القتال، وجُرح حصان غانم بن مضيان الذي كان قد اشترك مع عشيرته في الهجوم، وأصيب أخوه الذي كان بجانبه بطعنة رمح.

## ما بعد المعركة
لما وصل إبراهيم باشا إلى ماوية نزل في خيمة علي أزن، وكال له المديح على ما حققه من نصر، واستقبل الجنود قائدهم بمظاهر الفرح، وحيوه بإطلاق الأعيرة النارية من بنادقهم.وبعد استراحة دامت عدة ساعات، قام إبراهيم باشا بتفقد معسكره، ووقع نظره على الأسرى المساكين فأمر بقتلهم رميًا بالرصاص، باستثناء العبيد السود، الذين وضعهم خدمًا لجيشه، وكان بين الأسرى بعض أقارب الإمام عبد الله.

## أسباب الهزيمة
- ذكر ابن عبيد في كتابه النجم اللامع للنوادر أن أحد الجواسيس أنسل من جيش الإمام عبدالله بن سعود و ذهب إلى جيش ابراهيم باشا و أخبره بخطة الإمام عبدالله فأمر ابراهيم باشا بالكشافات أن تجهز ولا ينيرها الجنود حتى يعطيهم الأمر فلما زحف جيش الإمام أمر الكشافات فأنيرت وانكشفت خطة مباغتة الجيش . [2]
- ذكر منير العجلاني في كتابه تاريخ البلاد العربية السعودية الجزء الرابع أن سبب خسارة الإمام عبدالله في معركة ماوية أن رجاله كانوا يحاربون بالرماح والسيوف على الطراز القديم ومعهم بنادق بالفتيل , فمسافه ما يفك الجندي السعودي بندقيته من جرابها ويشعل الفتيل يكون قد أصابه خمس رصاصات على الأقل من الجندي التركي الذي يملك بندقية حديثة سريعة الطلقات و المدافع . [5] وأضاف ربما هناك سبب آخر أضعف الإمام عبدالله وهي عداوته مع قبائل حرب الذين يقيمون في منطقة الحناكية .